# Metro de Lió
El metro de Lió és una xarxa de ferrocarril metropolità de Lió, a França, obert el 1978 i que actualment està format per 4 línies. Aquest forma part del sistema de transport públic, Transports en commun lyonnais (TCL).
Com la SNCF, però no com altres sistemes de metro francesos, els trens del metro de Lió circulen per l'esquerra, com a resultat d'un projecte que no es va realitzar, que consistia en el fet que el metro circulés pels suburbis de Lió sobre les línies de ferrocarril existents. El metro de Lió està inspirat en el Metro de Mont-real que va ser construït uns anys abans, i té els trens amb les mateixes rodes de goma i les estacions amb el mateix disseny.
La llargària total de la xarxa és de 32 km, dels quals el 80% són soterrats.

## Línies
El sistema de metro està format per 4 línies, A-B-C-D, identificades als mapes amb colors diferents:
| Línia | Color   | Inauguració | Recorregut                         |
| ----- | ------- | ----------- | ---------------------------------- |
| A     | Vermell | 1978        | Perrache - Vaulx en Velin La Soie  |
| B     | Blau    | 1978        | Charpennes - Gare d'Oullins        |
| C     | Taronja | 1978        | Hôtel de Ville - Cuire             |
| D     | Verd    | 1991        | Gare de Vaise - Gare de Vénissieux |

### Línies A i B
Les línies A (Perrache - Laurent Bonnevay) i B (Charpennes - Part-Dieu) van ser inaugurades el 2 de maig de 1978. Els trens d'ambdues línies circulen amb pneumàtics en lloc de rodes d'acer. Van ser construïdes amb pantalles i es troben a poca profunditat.
La línia A va ser prolongada cap a Vaulx-en-Velin La Soie el 2 d'octubre de 2007.
La línia B va ser prolongada cap a Jean Macé el 9 de setembre de 1981, i des d'aquesta va ser perllongada fins a Stade de Gerland el 4 de setembre de 2000 i a Gare d'Oullins l'11 de desembre de 2013.

### Línia C

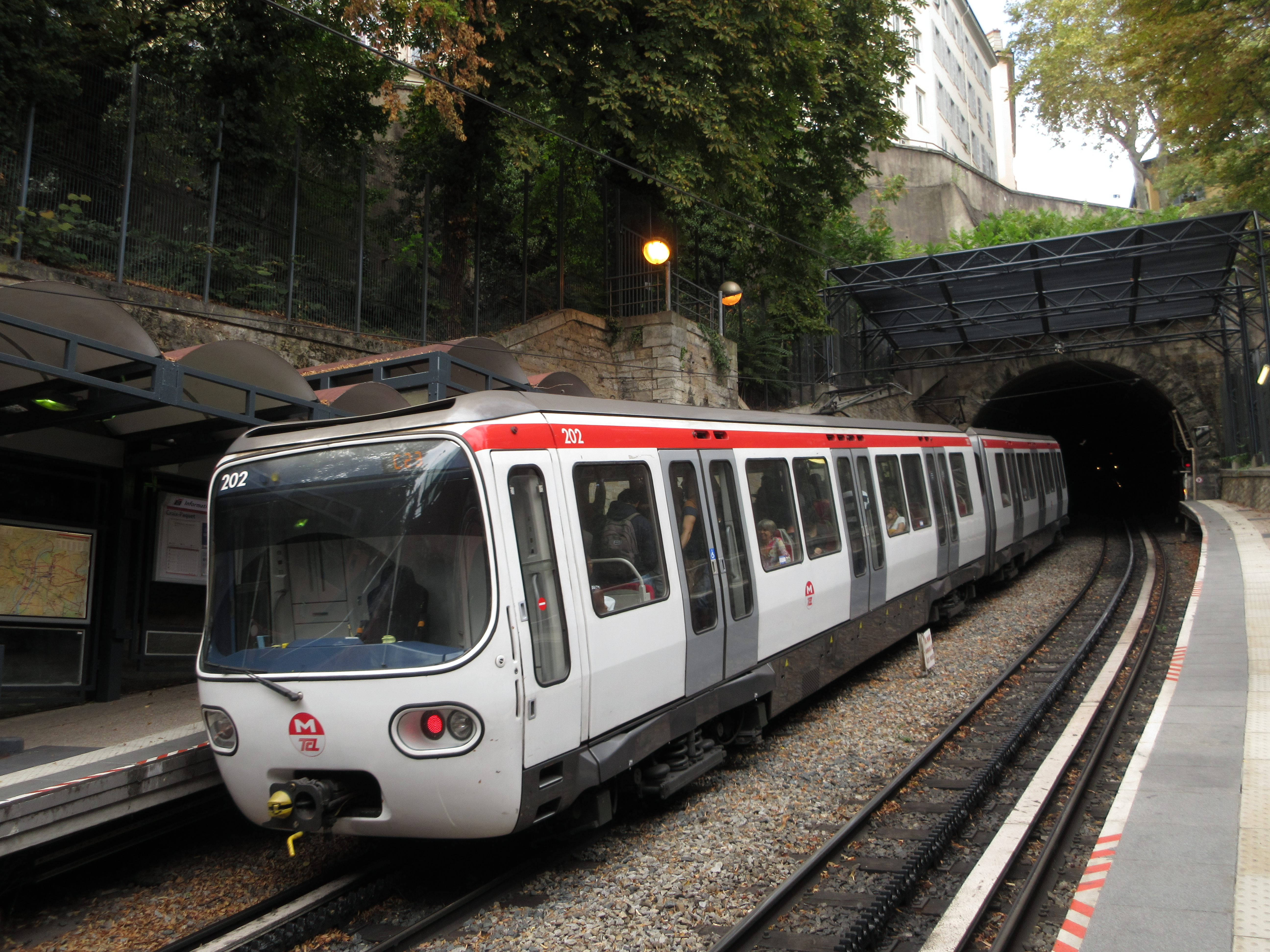
Un tren cremallera de la línia C a l'estació de Croix-Paquet.

El tren cremallera Croix-Rousse-Croix-Paquet, que va ser reformat el 1974, va ser integrat al Metro el 1978 com a part de la línia C, circulant entre (Hôtel-de-Ville i Croix-Rousse). Aquesta va prolongada cap a Cuire el 8 de desembre de 1984.

### Línia D
La línia D va ser inaugurada el 4 de setembre de 1991 entre Gorge-de-Loup i Grange-Blanche i conducció manual. Actualment els trens amb pneumàtics d'aquesta línia circulen sense conductor i estan controlats per un sistema anomenat MAGGALY (Métro Automatique à Grand Gabarit de l'Agglomération Lyonnaise). La línia va ser prolongada cap a Gare de Vénissieux l'11 de desembre de 1992, al mateix temps que es va posar en marxa el sistema de circulació automàtica. El 28 d'abril de 1997, va ser perllongada cap a Gare de Vaise.
Sent la més profunda de les línies de metro de Lió, aquesta va ser construïda amb tuneladora i passa per sota de dos rius, el Roine i la Saona. Amb 13 km de longitud, també és la línia més llarga del metro de Lió.